# Victor Dourlen
Victor-Charles-Paul Dourlen (3 de novembro de 1780, Dunquerque - 8 de janeiro de 1864, Paris) foi um compositor e professor de música francês no Conservatório de Paris durante a primeira metade do século XIX (1816-1842). Ele é conhecido principalmente como um teórico por conta de seus tratados sobre harmonia, baseados nos métodos de Charles-Simon Catel, que foram amplamente utilizados como obras de referência, especialmente seu Traité d'harmonie (c. 1838), o Traité d'accompagnement pratique (c. 1840), e seu Méthode élémentaire pour le pianoforte (c. 1820).